# دوبویس (پنسیلوانیا)
دوبویس (به انگلیسی: DuBois) شهری در ایالت پنسیلوانیا کشور ایالات متحده آمریکا است که جمعیت آن در سرشماری سال ۲۰۱۰ میلادی، ۷٬۷۹۴ نفر بوده‌است.